# Sphecodora
Sphecodora is een geslacht van vlinders van de familie grasmineermotten (Elachistidae).

## Soorten
- S. porphyrias Meyrick, 1920